# Thiago Mendes
Thiago Henrique Mendes Ribeiro (São Luís, Brasil, 15 de marzo de 1992) es un futbolista profesional brasileño que juega como centrocampista en el Vasco da Gama del Campeonato Brasileño de Serie A.

## Trayectoria

### Comienzos
Para empezar su carrera en el fútbol, el centrocampista se fue de su casa temprano. "Con 11 años de edad, salí de mi ciudad (São Luís) y fui para Goiânia. Fui a las categorías inferiores de Goiás y luego las cosas empezaron a mejorar", afirma el jugador.

### Goiás

#### 2010
Thiago Mendes estuvo sentado en el banquillo de los suplentes en la última fecha del Campeonato Brasileño de Fútbol 2010, en un empate 1-1 contra el Corinthians, pero no entró.

#### 2011
Su debut profesional fue con el entrenador Ademir Fonseca, en la fecha 26 del Campeonato Brasileño de Fútbol Serie B 2011, en una derrota por 3-0 contra Portuguesa.

#### 2012
Con Enderson Moreira consiguió tener un puesto en el equipo principal y se estableció como titular en el 2012. En el primer semestre, fue elegido la revelación del Campeonato Goiano. En la consagración del Campeonato Brasileño de Fútbol Serie B 2012, estuvo presente en 31 partidos, todos en el primer equipo y se asoció con volantes incuestionables como el capitán William José de Souza.
El 5 de noviembre de 2012, el Esmeraldino anunció la renovación del contrato de Thiago Mendes, con el nuevo bono con validez hasta el año 2017.

#### 2013
En 2013, Thiago Mendes marcó dos goles en 48 participaciones.

#### 2014
El volante mantenía la melodía de 2013 y era titular indiscutible durante toda la temporada, marcando el ritmo en las jugadas ofensivas y ser implacable marcando.

### São Paulo
En diciembre de 2014, fichó por el São Paulo por cinco temporadas. Fichado en diciembre de 2014, el centrocampista disputó 147 partidos vistiendo la camiseta tricolor, marcando 12 goles y dando 11 asistencias.

#### 2016
Después de un 2015 muy positivo, Thiago Mendes hizo varias propuestas para tener un buen 2016. Una de sus principales metas era ganar varios títulos en el São Paulo y otra era llegar a la selección de fútbol de Brasil. El 14 de agosto de 2016 realizó 100 participaciones con la camiseta del San Pablo en el partido contra el Botafogo en la derrota por 1-0 del Campeonato Brasileño de Serie A.

### Lille
El 30 de junio de 2017, fue contratado por el Lille Olympique Sporting Club de la Ligue 1 de Francia en un traspaso valorado en 9 millones de euros.

#### 2017-18
En su primera temporada en el club, Mendes fue uno de los jugadores más importantes del equipo, disputando un total de 31 partidos y marcando 4 goles sumando todas las competiciones. Sin embargo, el Lille no obtuvo los resultados esperados y tuvo que luchar hasta el final para obtener la permanencia.

### Olympique Lyon
El 3 de julio de 2019, fue contratado por el Olympique Lyonnais de la Ligue 1 de Francia en un traspaso valorado en 25 millones de euros.
Mendes debutó oficialmente con el club en el primer partido de liga contra el AS Mónaco. Dio dos asistencias en la victoria del OL por 3-0.
Sin embargo, en la temporada 2020-21, con la llegada de Lucas Paquetá y Bruno Guimarães al club francés, Thiago Mendes perdió su puesto y solo disputó diez partidos. La temporada anterior, disputó 37 partidos, una cifra similar a la de su etapa en el Lille.
Thiago Mendes cerró su etapa en el León con 143 partidos en los que marcó sólo 3 goles.

### Al-Rayyan
En julio de 2023, el Al-Rayyan catarí anunció el fichaje de Thiago Mendes. El brasileño firmó un contrato de dos años. El traspaso se pagó por aproximadamente 5 millones de euros.
La temporada 2024-25, el solo jugó nueve partidos. Thiago sufrió una grave lesión en el muslo y estuvo 140 días de baja. En dos temporadas con el Al-Rayyan, el brasileño jugó 31 partidos, anotando un gol y dando una asistencia.

### Vasco da Gama
Thiago Mendes fichó por el Vasco da Gama el 14 de julio de 2025. El anuncio se hizo en las redes sociales del club. Firmó un contrato hasta diciembre de 2027. Vestirá la camiseta número 23 del club. Thiago Mendes debutó con el club contra el Internacional, partido de la liga brasileña. Empezó como suplente y entró en la segunda parte.

## Estadísticas

### Clubes
Actualizado al último partido disputado el 3 de junio de 2023.
| Club                      | Div.          | Temporada     | Liga  | Liga  | Estatal | Estatal | Copas nacionales | Copas nacionales | Copas internacionales | Copas internacionales | Total | Total |
| Club                      | Div.          | Temporada     | Part. | Goles | Part.   | Goles   | Part.            | Goles            | Part.                 | Goles                 | Part. | Goles |
| ------------------------- | ------------- | ------------- | ----- | ----- | ------- | ------- | ---------------- | ---------------- | --------------------- | --------------------- | ----- | ----- |
| Goiás E. C. · Brasil      | 2.ª           | 2010-11       | 10    | 0     | 0       | 0       | 0                | 0                | ―                     | ―                     | 10    | 0     |
| Goiás E. C. · Brasil      | 2.ª           | 2011-12       | 35    | 1     | 11      | 2       | 6                | 0                | ―                     | ―                     | 52    | 3     |
| Goiás E. C. · Brasil      | 1.ª           | 2012-13       | 27    | 1     | 14      | 1       | 7                | 0                | ―                     | ―                     | 48    | 2     |
| Goiás E. C. · Brasil      | 1.ª           | 2013-14       | 34    | 3     | 16      | 1       | 2                | 0                | 4                     | 0                     | 56    | 4     |
| Goiás E. C. · Brasil      | Total club    | Total club    | 106   | 5     | 41      | 4       | 15               | 0                | 4                     | 0                     | 166   | 9     |
| São Paulo F. C. · Brasil  | 1.ª           | 2014-15       | 35    | 1     | 11      | 0       | 5                | 1                | 3                     | 0                     | 54    | 2     |
| São Paulo F. C. · Brasil  | 1.ª           | 2015-16       | 32    | 2     | 14      | 1       | 2                | 0                | 14                    | 1                     | 62    | 4     |
| São Paulo F. C. · Brasil  | 1.ª           | 2016-17       | 5     | 0     | 15      | 4       | 5                | 0                | 1                     | 1                     | 26    | 5     |
| São Paulo F. C. · Brasil  | Total club    | Total club    | 72    | 3     | 40      | 5       | 12               | 1                | 18                    | 2                     | 142   | 11    |
| Lille O. S. C. Francia    | 1.ª           | 2017-18       | 31    | 3     | ―       | ―       | 4                | 1                | ―                     | ―                     | 35    | 4     |
| Lille O. S. C. Francia    | 1.ª           | 2018-19       | 35    | 0     | ―       | ―       | 2                | 0                | ―                     | ―                     | 37    | 0     |
| Lille O. S. C. Francia    | Total club    | Total club    | 66    | 3     | 0       | 0       | 6                | 1                | 0                     | 0                     | 72    | 4     |
| Olympique de Lyon Francia | 1.ª           | 2019-20       | 22    | 0     | ―       | ―       | 7                | 0                | 8                     | 0                     | 37    | 0     |
| Olympique de Lyon Francia | 1.ª           | 2020-21       | 32    | 0     | ―       | ―       | 3                | 0                | ―                     | ―                     | 35    | 0     |
| Olympique de Lyon Francia | 1.ª           | 2021-22       | 28    | 2     | ―       | ―       | 0                | 0                | 8                     | 0                     | 36    | 2     |
| Olympique de Lyon Francia | 1.ª           | 2022-23       | 31    | 1     | ―       | ―       | 3                | 0                | ―                     | ―                     | 34    | 1     |
| Olympique de Lyon Francia | Total club    | Total club    | 113   | 3     | 0       | 0       | 13               | 0                | 16                    | 0                     | 142   | 3     |
| Total carrera             | Total carrera | Total carrera | 357   | 14    | 81      | 9       | 46               | 2                | 38                    | 2                     | 522   | 27    |

## Palmarés

### Campeonatos estatales
| Título            | Club        | País   | Año  |
| ----------------- | ----------- | ------ | ---- |
| Campeonato Goiano | Goiás E. C. | Brasil | 2012 |
| Campeonato Goiano | Goiás E. C. | Brasil | 2013 |

### Campeonatos nacionales
| Título                 | Club        | País   | Año  |
| ---------------------- | ----------- | ------ | ---- |
| Campeonato Brasileño B | Goiás E. C. | Brasil | 2012 |

### Distinciones individuales
| Distinción                               | Año  |
| ---------------------------------------- | ---- |
| Jugador revelación del Campeonato Goiano | 2012 |